# يو إف سي على فوكس: جونسون ضد ريس
يو إف سي على فوكس: جونسون ضد ريس (بالإنجليزية: UFC on Fox: Johnson vs. Reis)‏ هو حدث لفنون القتال المختلطة نظمته يو إف سي، أُقيم في 15 أبريل 2017، على سبرينت سنتر في كانساس سيتي، ميزوري، الولايات المتحدة.